# Villa Morelos, Baja California Sur
Villa Morelos är en ort i Mexiko.   Den ligger i kommunen Comondú och delstaten Baja California Sur, i den västra delen av landet, 1 400 km väster om huvudstaden Mexico City. Villa Morelos ligger 50 meter över havet och antalet invånare är 1 153.
Terrängen runt Villa Morelos är platt. Runt Villa Morelos är det mycket glesbefolkat, med 3 invånare per kvadratkilometer. Närmaste större samhälle är Ciudad Constitución, 11,9 km norr om Villa Morelos. Omgivningarna runt Villa Morelos är i huvudsak ett öppet busklandskap.